# Reeco Hackett-Fairchild
Reeco Lee Hackett-Fairchild (Redbridge, 9 gennaio 1998) è un calciatore santaluciano con cittadinanza britannica, centrocampista del Lincoln City e della nazionale santaluciana.

## Carriera

### Club
Ha giocato nei settori giovanili di Fulham, Brighton e Dag & Red. Ha giocato nella terza divisione inglese con Charlton, Portsmouth e Lincoln City e nella quarta divisione inglese con il Southend Utd.

### Nazionale
Nel 2023 ha esordito in nazionale.